# Acciaiuoli
El Acciaiuoli foren una notable família de comerciants i banquers, originats a Brèscia i establerts a la segona meitat del segle xii a Florència. Van fundar una companyia que portava el nom Acciaiuoli a Nàpols, Barletta, Grècia, Llevant i Berberia, i a moltes ciutats europees.
Quan el 1345 la República de Florència va perdre la guerra amb la República de Lucca finançada entre altres per la família) es va ressentir econòmicament i aviat es va haver de liquidar. Llavors es van vincular als Anjou de Nàpols al que ja havien servit i Niccolò Acciaiuoli va obtenir importants càrrecs del rei napolità a canvi de préstecs. Niccolò, com a senescal de la reina Joana, va dirigir les operacions contra el rei Frederic III de Sicília que van culminar amb la conquesta de Messina (1356), tot i la derrota posterior a l'escac d'Ognina, i l'entrada dels reis a Nàpols.
La família va gaudir d'alguns càrrecs al Peloponès on tenien el favor de Caterina II de Valois, nominal emperadriu llatina d'Orient, i d'aquestes bases (Corint sobretot) van conquerir als catalans Livàdia, Platea, Tebes, Mègara i Sició el 1388, i es van apoderar d'Atenes el 2 de maig de 1388 després d'un setge. Van governar el ducat fins al 1395 en què els venecians el van annexionar al·legant el testament del primer duc, Neri I Acciaiuoli, i desconeixent els drets del seu fill bastard Antoni I Acciaiuoli pel qual exercia la regència la seva germana Francesca Acciaiuoli, senyora de Mègara i Sició. Antoni només va conservar la senyoria de Tebes. Després d'uns anys en què van governar quatre provedittori venecians (Albano Contarini 1395, Lorenzo Venier 1397, Ermolao Contarini 1399, i Niccolò Vitturi 1400) el 1402 Antoni I els va arrabassar el ducat gràcies a una aliança amb els otomans (els venecians es van mantenir a l'acròpoli fins al 1405), però després es va reconèixer feudatari de Venècia i li fou confirmada la possessió el 1405. El 1423 va recuperar Corint i el 1430 (per herència de Francesca) Mègara i Sició. Va morir el 1435 i la seva dona Maria Melisene va voler conservar el ducat però fou desterrada per la noblesa que va proclamar a un nebot valencià (fill d'un cosí germà) de nom Neri II Acciaiuoli que era un bastard igual com Antoni I.
Neri II fou enderrocat al cap de poc temps (1439) per son germà Antoni II Acciaiuoli, conservant Tebes. Antoni II va morir als dos anys i Neri II va recuperar fàcilment el poder. El 1444 es va reconèixer vassall romà d'Orient i va cedir Tebes a Teodor Paleòleg (futur emperador) però el mateix any es va aliar amb els otomans que el 1446 li van retornar Tebes. A la seva mort el 1451 la seva dona Chiara Zorzi va exercir la regència en nom del fill Francesc I Acciaiuoli, regència a la qual va incorporar a Bartolomeo Contarini, el seu segon marit, el 1552. El 1455 fou enderrocada pel cosí germà del seu fill, de nom Francesc II Acciaiuoli i conegut abans com a Franco Acciaiuoli, fill d'Antoni II. El 1456 va fer matar Chiara a la que tenia empresonada a Mègara. Els otomans, que no volien aquesta mort, van assetjar a Francesc II a Atenes, i al cap de dos anys (1458) es va rendir a canvi de la senyoria de Tebes i Beòcia que els otomans li van prendre el 1460 i el van assassinar. Atenes fou incorporada al domini otomà el 1458.
També foren els banquers d'Eduard III d'Anglaterra i del Papa. Va donar algunes personalitats com Donato Acciaiuoli, humanista i historiador (Florència 1429-Milà 1478) autor d'una vida de Carlemany en llatí, i el poeta, dramaturg i músic Filippo Acciaiuoli (Roma 1637-1700) que va escriure Girello (1668) i L'empio punito (1669).
Entre les personalitats de la família, a més dels ja assenyalats, cal esmentar a:
- Acciaiolo
- Donato Acciaiuoli
- Filippo Acciaiuoli
- Francesco Acciaiuoli
- Giovanni Acciaiuoli
- Martinaccio Acciaiuoli
- Niccola Acciaiuoli
- Ottaviano Acciaiuoli
- Roberto Acciaiuoli
- Tommaso Acciaiuoli
- Angelo Acciaiuoli
- Angelo Acciaiuoli (bisbe)
- Antonio Acciauoli (també bisbe)
- Giovanni Acciaiuoli de Cefalònia
- Giovanni Acciaiuoli de Cesena
- Giovanni Acciaiuoli de Patres
- Niccolò Acciaiuoli (bisbe)
- Piero Acciaiuoli
- Vanni Acciaiuoli
- Angelo Acciaiuoli de Melfi
- Bartolomea Acciaiuoli senyora de Corint
- Donato Acciaiuoli
- Donato Acciaiuoli de Cassano
- Francesc Acciaiuoli
- Gugliarello
- Guidalotto Acciaiuoli
- Jacopo Acciaiuoli